# Cheilotoma musciformis
Cheilotoma musciformis — вид листоїдів з підродини клітрини.
Зустрічається в Європі зі сходу Франції до південної України, а також з півночі в центральну частину Польщі і на Кавказі.